# Bošice (Svojšice)
Bošice (německy Boschitz) jsou vesnice v okrese Kolín, součást obce Svojšice. Nachází se asi dva kilometry severozápadně od Svojšic. Prochází tudy železniční trať Pečky – Bošice – Bečváry/Kouřim. Protéká tudy říčka Bečvárka, která je pravostranným přítokem řeky Výrovky. Bošice leží v katastrálním území Bošice u Kouřimi o rozloze 4,83 km².

## Historie
První písemná zmínka o vesnici pochází z roku 1088.

## Pamětihodnosti
- Kaplička

## Fotogalerie

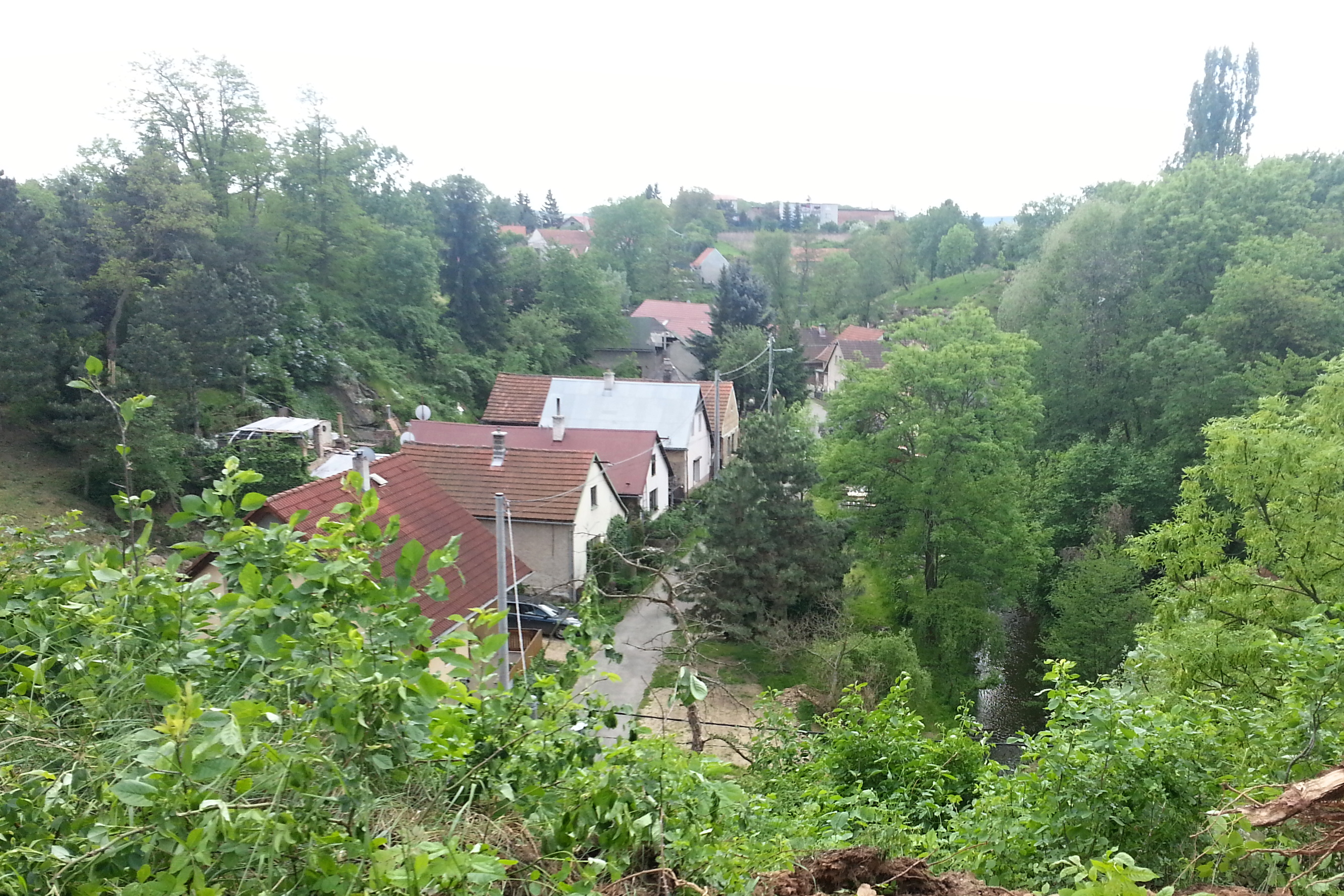
Výhled na Bošice
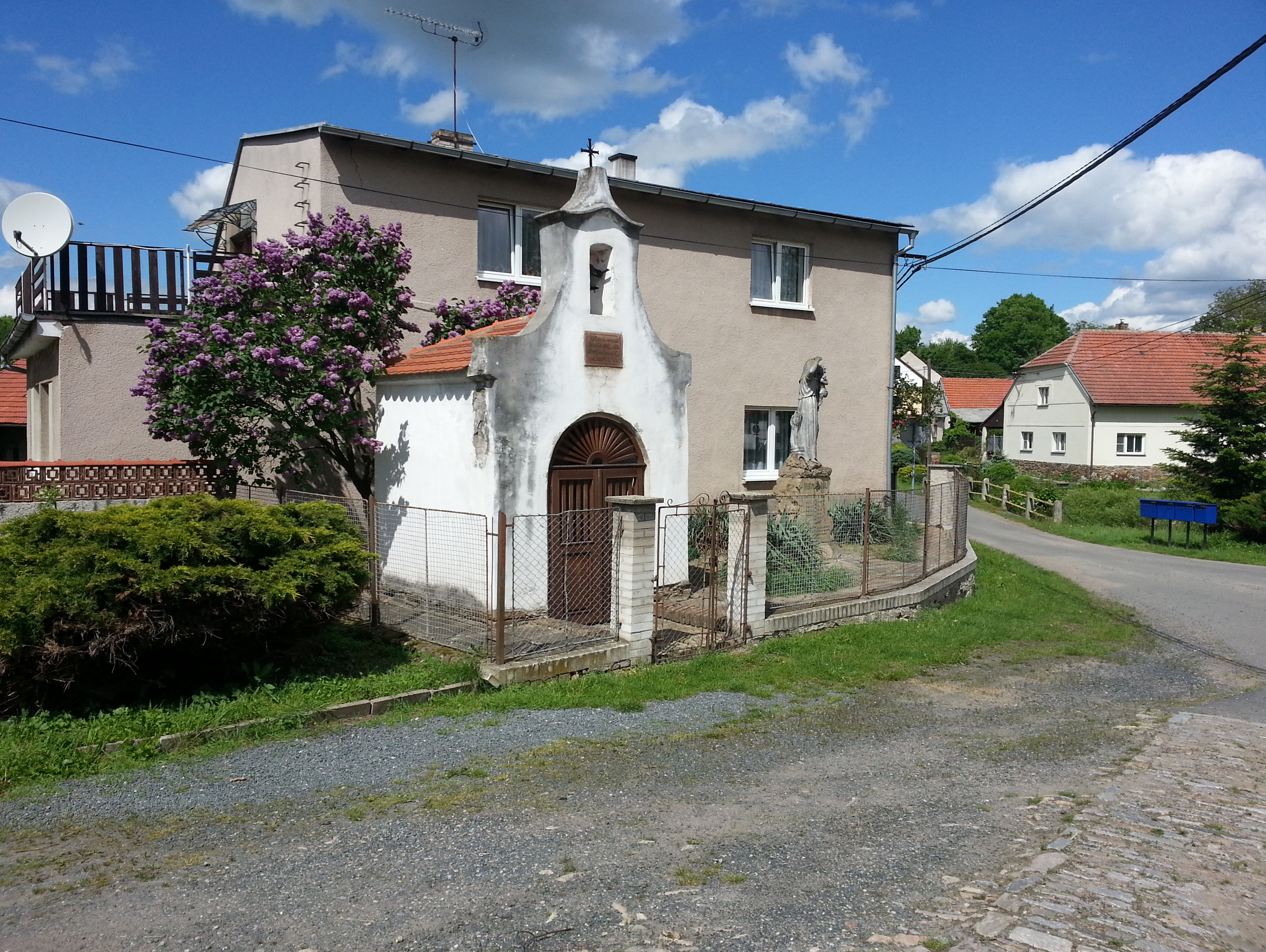
Kaplička
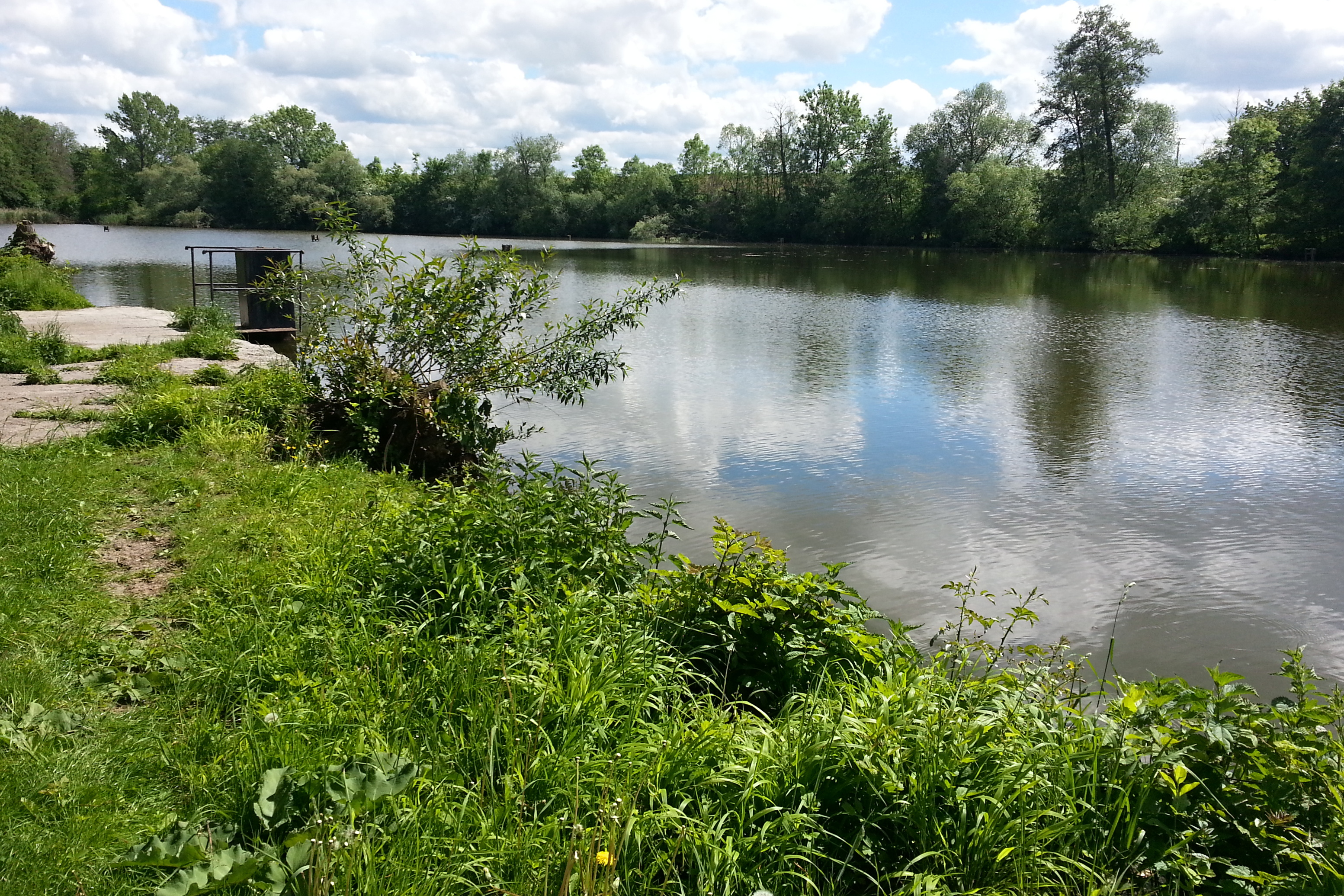
Rybník na Bečvárce
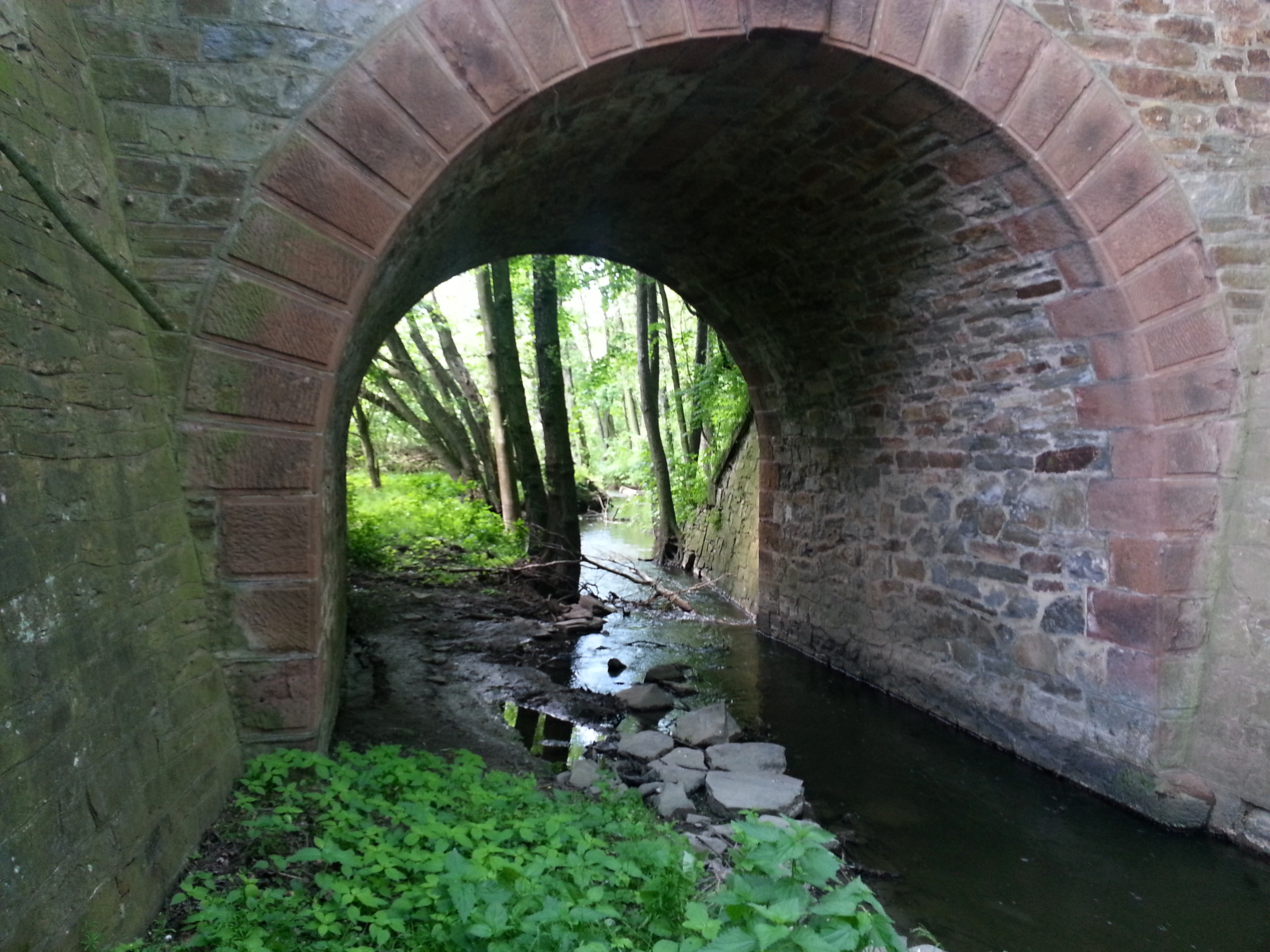
Most zrušené železniční tratě